# (2787) Tovarishch
(2787) Tovarishch est un astéroïde de la ceinture principale.

## Description
(2787) Tovarishch est un astéroïde de la ceinture principale. Il fut découvert le 13 septembre 1978 à Naoutchnyï par Nikolaï Tchernykh. Il présente une orbite caractérisée par un demi-grand axe de 3,02 UA, une excentricité de 0,06 et une inclinaison de 10,3° par rapport à l'écliptique.

## Compléments